# 1 E9 m²
 (mars 2025).
- Si vous ne connaissez pas le sujet, laissez ce bandeau (vous pouvez alors contacter les auteurs).
- Si vous supprimez le contenu mis en cause (vous pouvez préalablement contacter les auteurs),

argumentez précisément cette suppression dans la page de discussion
(un manque de référence n'est pas un argument ; une recherche réelle de référence doit avoir été effectuée, être formellement documentée).
 (mars 2025).
Motif : Groupe de listes sans sources, uniquement liées entre elles par Modèle:Palette Comparaison ordres de grandeur de surface. Wikipédia:Ce que Wikipédia n'est pas#Un annuaire ou une base de données
- Archive Wikiwix
- Bing
- Cairn
- DuckDuckGo
- E. Universalis
- Gallica
- Google
- G. Books
- G. News
- G. Scholar
- Persée
- Qwant
- (zh) Baidu
- (ru) Yandex
- (wd) trouver des œuvres sur Wikidata

| 1. | Préciser le motif de la pose du bandeau. | Précisez le motif de la pose du bandeau en utilisant la syntaxe suivante : {{admissibilité à vérifier\|date=mars 2025\|motif=remplacez ce texte par le motif}}               |
| 2. | Informer les utilisateurs concernés.     | Pensez à avertir le créateur de l'article, par exemple, en insérant le code ci-dessous sur sa page de discussion : {{subst:avertissement admissibilité à vérifier\|1 E9 m²}} |

Pour aider à comparer les ordres de grandeur des différentes superficies, voici une liste de superficie de l’ordre de 109 m², soit 1 000 km², 100 000 hectares, près de 217,105 acres ou une aire circulaire d’un rayon de près de 17,841 km :
- 1 001 km² : les îles de Sao Tomé-et-Principe
- 1 092 km² : la région administrative spéciale chinoise de Hong Kong
- 1 128 km² : les îles françaises de la Martinique
- 1 246 km² : le département français du Val-d'Oise
- 1 290 km² : la ville américaine de Los Angeles
- 1 579 km² : la région anglaise du grand Londres
- 1 700 km² : le lac Toba, en Indonésie
- 2 040 km² : l’île Maurice
- 2 586 km² : le Grand-Duché de Luxembourg
- 2 944 km² : les îles de Samoa
- 3 500 km² : le lac Tana en Éthiopie
- 4 033 km² : les îles du Cap-Vert
- 4 005 km² : l’État américain du Rhode Island
- 5 250 km² : le lac Nasser, aménagé sur le Nil en Égypte
- 5 700 km² : l’île indonésienne de Bali
- 6 452 km² : l’État américain du Delaware
- 9 250 km² : l’île de Chypre